# SMC-777
SMC-777（エスエムシー スリーセヴン）とは、ソニーが1983年11月1日に発売したパーソナルコンピュータである。

## 概要
パソコンの中でも、特に趣味での利用に重点を置いたホビーパソコンに分類される。当時同じくソニーが発売していたMSX規格パソコンと同様にHiTBiT（ヒットビット）のブランド名が用いられた。型番の3文字は「Sony Micro Computer」に由来。また777はソニーのオーディオ製品などヒット商品につけられていた番号で、並々ならぬ意気込みで市場に投入された。
当時としては革新的な表現能力を搭載、翌1984年にはカラーパレット機能を標準搭載したSMC-777Cを発売した。しかし、8ビット御三家が覇権を争う市場を切り崩せずに姿を消していった。

## 特徴
最大の特徴はディスクドライブ内蔵で本体価格148,000円という高コストパフォーマンスである。ディスクドライブ単体でも10万円前後していた当時、ディスクドライブ標準搭載で15万円以下のパーソナルコンピューターは本モデルが初で、ディスクベース低価格モデルの先駆けとなった。新日本電気がディスクドライブ標準搭載のパーソナルコンピューター「PC-6601」を143,000円で発売したことでこれに追従した。
また、1980年代前半の8ビットパソコン普及期において、画像表示はデジタルRGB8色が主流で、それ以外ではせいぜい、アナログ512色パレット中8色表示のものが一部にあった程度だった。それに対して当機は、カラーパレットボードを搭載すれば4096色中16色（高解像度では4色）という表現能力を備えており、当時としてはビジュアル指向を強く意識したものであった。
筐体は本体・キーボード一体型。ビジネス向けではないためテンキーは搭載されておらず（オプションで接続は可）、他機種であればテンキーがあるべき箇所には3.5インチFDDが鎮座している。その手前に配置されたカーソルキーは、4方向のキーを1枚の方形パッドとし、四方を押し込む形式にしたジョイパッド型で、やはり如何にも「ホビー向け」を意識されるデザインとなっている。なおキー配列はいわゆるUS配列で、JIS配列が主流であった当時では珍しい存在だった。
本体添付のアプリケーション及びマニュアルが破格に豊富であり、詳細なハードウェアの回路図まで付属していた点も特徴である。プログラミング環境としては当時一般的であったBASIC言語 (777-BASIC) に加え、コンピュータ入門教育用として期待されていた高級言語・LOGO (DR LOGO) が同梱されていた。他にも、777-ASSEMBLER、777-DEBUGGER、簡易な表計算ソフト (MEMO) が標準添付されていた。
その一方で同梱されていたアセンブラおよびデバッガでは、ソニー独自のZ80用ニーモニックであるANN表記を使用。BASIC等の高級言語風の表記だったが、ザイログニーモニックに慣れていた既存のZ80プログラマたちの間では、「紛らわしい」「扱いづらい」等の評があり、アプリケーション開発者の参入を遠ざけた要因の一つとも言われている。
OSとして供給されていたSONY FILERはCP/MのVer1.4互換のシステムコールを持ち、ホビーパソコンにCP/Mの概念を持ち込んだ点でも特徴的である。CP/MVer2.2はスクリーンエディタと同梱の安価なパッケージで供給され、容易にCP/Mを使用することができた（CP/Mのみの販売もあったが、高価であった）。これに関連して、CP/Mの開発者でありデジタルリサーチの社長でもあったゲイリー・キルドールをして「最高のCP/Mマシン」と言わしめたという逸話も残っている。ただし、製品に同梱されたSONY FILER及びDR LOGO、アセンブラ、デバッガ等は、デジタルリサーチ自らによる開発であるため、この賞賛もやや手前味噌な感は否めない。
なお、SONY FILERのシステムコールはCP/Mと一部異なっており、ソフト互換性は高くなく、前述の開発言語を使用するにはCP/Mを別途購入する必要が有った。
市販アプリケーションとしては、海外で絶大な人気を誇ったブローダーバンドのロードランナーやチョップリフター、A.E.等のApple II市場のゲームを移植するなど、国内のユーザーにその高性能とともに異文化の香りを見せつける形で発売された。
CP/M環境下のソフトウェアとしてFORTRAN、COBOL、C、Pascal、APL、Forth、Prolog、LISPがソニー扱いで発売され、幅広いプログラミング言語学習用のパソコンとしての活用も検討されていたものと思われる。
またこの時期に国内外で隆盛していたテクノミュージックブームを意識して、原始的ではあるものの内蔵PSG音源を使用したDTMソフトウェア（カミヤスタジオのラッサピアター）をいち早く同梱していた。
発売元が家電・AV機器メーカーでもあるため、一般家庭向け製品と同種の販売戦略を展開、当時人気絶頂にあったアイドルの松田聖子をイメージキャラクターに採用して、「人々のHitBit」というCMキャッチとともにパソコンに関心の無い層へのアピールを盛んに行っていた。

## スペック
CPUZ-80A（4.028MHz）(サブCPUとしてM5L8041を搭載)
RAM64KB
VRAMグラフィック32KB、テキスト2KB、アトリビュート2KB、PCG 2KB
VRAMはI/O空間にマッピングされていた（Z80はI/O空間を8ビットレジスタ1つで指定し、I/Oアドレスはアドレスバスの下位8ビットに出力されるが、BCレジスタを使ってI/O空間にアクセスする場合は、レジスタペア（16ビット）の値がアドレスバスに出力されていたため、最大64KBのI/O空間を指定できた）。同様の実装を行っている機種として、シャープのX1、BUBCOM80などがある。また、本機では、I/Oアドレスの上位8bitを下位に、下位8bitを上位にアドレスデコードし、多くのI/Oアドレスの割り付けが必要なところでは双方をデコードし、他のI/Oアドレスでは元の下位アドレスのみをデコードしてデバイスに割り付けることにより、命令の自由度をあげる工夫がなされていた。
表示能力画面解像度 320×200ドット時に16色、640×200ドット時4色表示。
カラーパレットボードを搭載することにより、RGB各16諧調・4096色中から選択可能（SMC-777Cでは標準搭載）。
ディスクドライブ3.5インチ1DD（80トラック 280KB）フロッピーディスクドライブ×1（2台に増設可能）
出荷されたOSのバージョンによりトラック数が異なる。70トラック 280KBとする資料もある。
音声出力サウンド出力1音 PSG3音+1ノイズ（TI SN76489AN）（内蔵スピーカー×1）
その他端子セントロニクス（25pin）・アナログRGB（独自仕様25ピン）・ジョイスティック端子×2（9ピン）
ボディカラーSMC-777は黒、SMC-777Cはパールホワイト。
重さ約4.5Kg
大きさ幅490mm、高さ95mm、奥行189mm
価格148,000円(SMC-777), 168,000円(SMC-777C)

## 他のシリーズ機
SMC-777発売の前年に、「SMC-70」という前身モデルが発売されている。フロッピーディスクドライブはオプション設定であるが拡張性を重視したモデルであり、定価228,000円で発売されたが、基本性能面で欲張りすぎて高価になったこともあって、商業的には失敗している。
またSMCシリーズはSONYの放送関連事業への強みを活かし、テロッパー（文字や画像を映像に重ねる装置）などとして放送局や製作会社などに納入され、1990年頃まで使用されていた。この際に必要となるBNC出力や、GENLOCK（ゲンロック＝generator lock、映像信号との同期装置）などに対応した周辺機器が存在している点でもユニークである。
GENLOCKERと3.5インチFDDドライブユニットを標準装備したSMC-70Gが放送局用モデルとして出荷されていた。
SMCシリーズのクロックは、4.028MHzと一見半端な値であるが、映像信号と共通のクロックから得ている。